# David Perdue
David Alfred Perdue jr. (Macon (Georgia), 10 december 1949) is een Amerikaans bestuurder en politicus van de Republikeinse Partij. Van 3 januari 2015 tot 3 januari 2021 was hij senator voor Georgia. 
Op 5 januari 2021 verloor hij de tweede ronde van de Senaatsverkiezingen in Georgia van de Democratische kandidaat Jon Ossoff. De eerste ronde van de Senaatsverkiezingen vond plaats op 3 november 2020. Perdue nam het op tegen Ossoff en de Libertarische kandidaat Shane Hazel. Omdat geen van de kandidaten meer dan de helft van de stemmen kreeg, vond er op 5 januari 2021 een tweede verkiezingsronde plaats tussen koplopers Perdue en Ossoff.
Op dezelfde dag won de Democratische kandidaat Raphael Warnock de tweede verkiezingsronde voor de andere Senaatszetel van Georgia van de zittende Republikeinse senator Kelly Loeffler. Hiermee kwam de zetelverdeling in de Senaat uit op 50-50, wat de Democraten met de doorslaggevende stem van de Democratische vicepresident een meerderheid opleverde.
Perdue werd beschuldigd van handel met voorkennis door op de dag van een vertrouwelijke Senaatsbriefing over COVID-19 aandelen te kopen van een bedrijf dat persoonlijke beschermingsmiddelen produceert. Ook in de maanden na de briefing op 24 januari 2020 was hij opvallend actief op de aandelenbeurs, terwijl hij in publieke uitspraken volhield dat het virus niet dodelijker was dan de gewone griep.